# Paedocypris progenetica
Paedocypris progenetica – gatunek słodkowodnej ryby  z rodziny karpiowatych (Cyprinidae), zaliczany do najmniejszych kręgowców świata, gatunek typowy rodzaju Paedocypris. 

## Występowanie
Sumatra i Bintan.

## Opis
Najmniejsza znaleziona dojrzała płciowo ryba tego gatunku była płci żeńskiej i miała długość 7,9 mm. Samce osiągają długość około 10 mm. Zwierzęta te po osiągnięciu dojrzałości płciowej wykazują wiele cech stadium larwalnego. Są niemal przezroczyste, mają szczątkowy kręgosłup. Szczątkowo rozwinięta czaszka umożliwia swobodny wgląd ku odsłoniętemu mózgowiu, co umożliwia również spostrzeżenie kręgosłupa. Do cech osobników dorosłych zalicza się wszystkie typowe cechy charakterystyczne dla dojrzałości płciowej. Samice produkują dojrzałe jaja. Samce mają silnie odmienione, w porównaniu do wielkości ciała, duże i umięśnione płetwy brzuszne oraz skostniałą płytkę przed pasem miednicowym.

## Środowisko
Występowanie Paedocypris progenetic jest ograniczone i obejmuje środowisko wysp malezyjskich Sumatra i Bintan wraz z ich rzadkimi, utrzymującymi czarne wody bagnami torfowymi rejonów lesistych. Drzewa tych lasów utrzymują swe korzenie w głębokich na metr, miękkich torfowych warstwach, ponad którymi wytwarza się woda o odczynie silnie kwaśnym. Ryby te preferują leżące głębiej, sięgające dna, powoli płynące oraz chłodnawe warstwy wodne o wartości pH 3, co odpowiada stukrotnej koncentracji kwasu w normalnej wodzie deszczowej lub w occie.
Gatunek ten żywi się planktonem o wielkości 60–500 µm. Samice noszą około 50–60 jajeczek w różnych stadiach dojrzałości. Dojrzałe jajeczka mają średnicę 0,3 mm. Jednoczesne występowanie dojrzałych i niedojrzałych jajeczek wskazuje na indywidualne dla każdego jajeczka jego składanie.

## Systematyka
Wraz z niedawno odkrytym  na wyspie Sarawak i niewiele większym gatunkiem Paedocypris micromegethes, Paedocypris progenetica kształtuje nowy rodzaj ryb karpiowatych.

## Historia odkrycia
Gatunek ten odkryto po raz pierwszy oraz zidentyfikowano w roku 1996 przy inwentaryzacji fauny Azji na zlecenie Uniwersytetu Singapuru przez Maurice'a Kottelata i Tan Heok Hui z Raffles Museum of Biodiversity Research w Singapurze. Osteologia została zbadana przez Ralfa Britza z Natural History Museum w Londynie. Do autorów oryginalnego opisu należał też Kai-Erik Witte.

## Zagrożenia
Połacie lasów i terenów bagnistych Indonezji i Malezji zostały zdziesiątkowane przez rozwój rolnictwa. Do tego dochodzą trudne do ugaszenia pożary lasów. Te zniszczenia środowiska tychże zwierząt zagrażają przeżyciu nie tylko tego gatunku, ale również możliwości przeprowadzenia dalszych badań.

## Najmniejsza ryba świata?
Do niedawna za najmniejszą rybę (i jednocześnie najmniejszego kręgowca) świata uważano Schindleria brevipinguis. Obecnie kwestia ta wydaje się nie być rozstrzygnięta. Według informacji opublikowanych w "New Scientist" jeszcze mniejsze są Paedocypris progenetica i Photocorynus spiniceps.